# Nadační fond Eleutheria
Nadační fond Eleutheria je nezisková organizace, jejímž cílem je propagovat a podporovat umění prostřednictvím různých činností (sbírky, nové akvizice, výstavy, knihy atd.) a zároveň je soukromou sbírkou starověkého a moderního umění, která byla založena v roce 2008 z iniciativy Francesca Augusta Razetta a Ottaviana Maria Razetta. Sídlo společnosti se nachází v Praze na adrese Karlova 19. Ve sbírce jsou zastoupena převážně díla českých umělců dvacátého století patřících k proudu socialistického realismu – Břetíslav Benda, Jindřic Wielgus, Karel Pokorný, Alena Čermáková, Bohuš Čížek, Josef Brož, Jan Čumpelík, Vlastimil Košvanec, Jaromír Schoř, Otakar Čemus, Adolf Zábranský, Rudolf Svoboda, Jan Hána, Sauro Ballardini, Jaroslav Svoboda, František Vizner, Pavel Hlava.

## Historie
V roce 2008 se bratři Francesco Augusto Razetto a Ottaviano Maria Razetto rozhodli zřídit nadační fond, jehož cílem by byl rozvoj a podpora kulturních aktivit souvisejících se světem umění a vědy. Dne 3. prosince 2009 vystavil Nadační fond Eleutheria poprvé výběr ze svých sbírek v Pavilonu Spolku výtvarných umělců Mánes (SVU Mánes) u příležitosti konání výstavy nazvané Socialistický realismus: Československo: 1948–1989.

## Činnost
Nadační fond funguje na principech neziskové organizace a jeho cílem je podpora výzkumných iniciativ v oblasti umění a vědy. Nadační fond byl založen za účelem provozování činností zaměřených na dosahování vytčených cílů v oblasti výzkumu a rozvoje umění a vědy, průmyslového výzkumu, experimentálního vývoje a šíření výsledků tohoto výzkumu prostřednictvím školení, publikací nebo implementací technologií.
Po dobu své dosavadní existence již inicioval a realizoval četné výstavy, vydal nejrůznější publikace a zorganizoval řadu tematických seminářů a konferencí zaměřených na otázky sociální etiky, územního rozvoje, evropské kultury, historie, politiky a umění. Na akcích organizovaných nadačním fondem spolupracovali významní vědci, intelektuálové a osobnosti světa kultury jako jsou Bernardo Bertolucci, Franco Cardini, Massimo Cacciari, Lucio Caracciolo, Umberto Galimberti, Claudio Giovannesi, Vittorio Storaro, Vittorio Sgarbi, Marcello Veneziani.
V roce 2013 se nadace rozhodla v rámci projektu „Et cetera“ zaměřit část svého úsilí na téma mladých českých a italských umělců. Za tímto účelem byly zorganizovány četné výstavy a vydána řada publikací, z nichž každá se věnuje jinému druhu umění (malířství a sochařství, fotografie, kinematografie, komiks, street art). Výběr mladých účastníků byl proveden formou výběrového řízení, kterého se mohly zúčastnit osoby obou národností s věkovým omezením do 40 let, a následně prošly posouzením komisí odborníků. Mezi mladými umělci, kteří se v průběhu let podíleli na projektu Et cetera, jsou: Maxim Havlíček známý jako Maxim, Kryštof Hošek, Jan Kaláb, Martin Kocourek, Martin Kraic, Jakub Matuška známý jako Masker, Jan Mikulka, Jakub Nepraš, Tets Ohnari, Ondřej Oliva, Alain Parroni, Veronica Psotková, Tereza Tara, Zdeněk Trs a Roman Týc.
Za dobu své existence nadační fond vydal již 11 knih. Některé z nich pojednávají o výstavách nebo sbírkách v majetku nadačního fondu a další se pak věnují rozličným vydavatelským projektům jako například publikace z roku 2021 s názvem Italské velvyslanectví v Praze, která komplexně zpracovává historii sídla diplomatického zastoupení Italské republiky v hlavním městě České republiky nebo další publikace z roku 2024 s názvem Italové v českých zemích. Historie staleté komunity věnovaná vývoji a vlivu italské přítomnosti v České republice.
V roce 2022 byly prostřednictvím publikace Spielberg 1822–2022. Špilberk 1822–2022 od Silvia Pellica (román zpracovaný formou komiksu, na jehož realizaci se podílel mladý italský umělec ve spolupráci se třemi začínajícími rakouskými kolegy) zapojeny všechny italofonní školy na území České republiky, když každý student obdržel jeden výtisk knihy vydané u příležitosti stoletého výročí uvěznění Silvia Pellico na Hradu Špilberk.
V roce 2024 stál nadační fond u zrodu projektu „Et Cetera: dialogy“, série veřejných, poloformálních rozhovorů mezi Franceskem Augustem Razettem a celou řadou osobností ze světa italské kultury, politiky a umění. Celý projet cílený především na studenty a obecně na mladou generaci se snaží vytvořit efektivní nástroj pro rozvoj svobodného myšlení a zdravé konfrontace mezi dnešní mládeží a italskými i českými intelektuály. První ze série veřejných rozhovorů bylo setkání s italským historikem Frankem Cardinim v říjnu 2024 na Filozofické fakultě Univerzity Karlovy v Praze. Následovalo interview s trojnásobným držitelem Oscara Vittoriem Storarem, které se jako jediné konalo formou soukromé audience v rezidenci této kameramanské legendy italské kinematografie.

## Výstavy
- 2009 – Socialistický realismus Československo: 1948 – 1989, Budova Spolku výtvarných umělců Mánes (SVU Mánes), Praha
- 2010 – Vietnam, plakáty propagandy, Národní galerie v Praze (Veletržní palác), Praha
- 2011 – Vietnam: plakáty propagandy, budova Evropského parlamentu, Brusel
- 2012 – Socialistický realismus. Československo: 1948 – 1989, Villa Manin di Passariano, Udine
- 2013 – Vivarini 1450: Setkání po 100 letech, Národní galerie v Praze (Šternberský palác), Praha
- 2013 – ET CETERA, Italský kulturní institut, Praha
- 2015 – Jaromír Schoř, Casa del Mantegna, Mantova
- 2015 – ET CETERA, MAXXI - Museo nazionale delle arti del XXI secolo, Roma
- 2016 – Nuvolari, Národní technické muzeum, Praha
- 2016 – ET CETERA: fotografie, Italský kulturní institut v Praze, Praha
- 2016 – Vittorio Storaro, Clam-Gallasův Palác, Praha
- 2016 – ET CETERA: italian young street photography, Italský kulturní institut v Praze, Praha
- 2017 – IRON DUST: „REFLECTIONS“ by Danilo De Rossi,  bývalý kostel Sv.Anny (Staré Město), Praha
- 2017 – ET CETERA / IN BREVE: mladí italští režiséři, Theater Royal, Praha
- 2018 – Parmigianino. Grafika a kritické ohlasy, Letohrádek královny Anny, Praha
- 2019 – Forma ideologie: Praha: 1948-1989, Palazzo del Governatore, Parma
- 2019 – Vietnam: plakáty propagandy, Ministerstvo kultúry Slovenskej republiky, Bratislava
- 2019 – ET CETERA: Na křídlech svobody, Italské velvyslanectví, Praha
- 2021 – ET CETERA. Isolation, Italský kulturní institut v Praze, Praha
- 2022 – ET CETERA FESTIVAL 2022: Street art for freedom, Piazza del Duomo (Pistoia), Pistoia
- 2022 – ET CETERA FESTIVAL 2022: Street art for freedom, Náměstí 14. Října, Praha 5
- 2023 – Resilient by Marco Gualazzini, Italský kulturní institut v Praze / Poslanecká sněmovna parlamentu ČR, Praha

## Publikace
- 2009 – FrancescoAugusto Razetto, Ottaviano Maria Razetto (editoři), Socialistický realismus. Československo: 1948-1989, Praha, Nadační fond Eleutheria, ISBN 978-80-254-3382-9.
- 2010 – FrancescoAugusto Razetto, Ottaviano Maria Razetto (editoři), VIETNAM: plakáty propagandy, Praha, Nadační fond Eleutheria / Národní galerie v Praze, ISBN 978-80-254-8860-7.
- 2012 – AA.VV., Frecce Tricolori: eccellenza italiana, Pordenone, Lito-Immagine, ISBN 978-88-97377-02-3.
- 2012 – AA.VV., Socialistický realismus. Československo: 1948-1989, Praha, Nadační fond Eleutheria / Villa Manin, ISBN 978-80-260-1551-2.
- 2015 – FrancescoAugusto Razetto (editor), Jaromír Schoř, Mantova, Publi-Paolini, ISBN 978-88-95490-77-9.
- 2018 – Guido Carai (editor), Maria Amalie Habsbursko-Lotrinská, Vévodkyně z Parmy a Picenzy: 1746 – 1804, Praha, Nadační fond Eleutheria, ISBN 978-80-270-3974-6.
- 2018 – Giovanni Godi, Cecilia Godi, Massimo Mussini (editoři), Parmigianino: grafika a kritické ohlasy, Praha, Nadační fond Eleutheria, ISBN 978-80-270-3975-3.
- 2019 – Gloria Bianchino, FrancescoAugusto Razetto, Ottaviano Maria Razetto (editoři), Forma ideologie. Praha: 1948-1989, Praha, Nadační fond Eleutheria, ISBN 978-80-907569-0-8.
- 2021 – AA.VV., L’Ambasciata d’Italia a Praga – ITALSKÉ VELVYSLANECTVÍ V PRAZE, Praha, Nadační fond Eleutheria, ISBN 978-80-90-7569-1-5.
- 2022 – Flavio R.G. Mela, FrancescoAugusto Razetto (editoři), Silvio Pellico. Spielberg: 1822 – 2022/ Špilberk 1822 - 2022 , Praha, Nadační fond Eleutheria, ISBN 978-80-90-7569-2-2.
- 2024 – FrancescoAugusto Razetto, Ottaviano Maria Razettom Flavio R.G. Mela, Genny Di Bert (editoři), Italové v českých zemích. Historie staleté komunity, Praha, Nadační fond Eleutheria, ISBN 978-80-90-7569-2-2.

## Sbírky
Sbírky v majetku Nadačního fondu Eleutheria představují soubor uměleckých děl sestávající z více než 1000 obrazů, cca 100 soch, přes 150 grafických děl mezi něž patří i plakáty, a blíže nespecifikované množství fotografií, medailí, pohlednic, uměleckých výtvorů ze skla a tematické knihovny obsahující cca 10 000 svazků. Srdcem sbírky je část věnovaná československému socialistickému realismu a rovněž tak i zajímavý soubor propandistických plakátů z nejrůznějších zemí (Československo, Čína, Korejská lidově demokratická republika, Kuba a Vietnam).

### Malířství a sochařství
Sauro Ballardini (1957–2010)
- Člověk dobývající nové horizonty vesmíru (originální mozaika vytvořená pro Ústřední telekomunikační budovu v Praze), 1980

Josef Brož (1904–1980)
- Žena (50. léta 20. století)
- Muž (50. léta 20. století)

Alena Čermáková (1926–2010)
- Zima na vsi (1963)
- Návrat z polí (1965)

- Bazar pod ruinami Bibi Khanym, Samarcanda (1967)
- Prodejci koberců v Urgutu (1967)
- Bitva o vítězství na Dukle (1974)
- Večerní odpočinek (1977)
- Na tkaní (1980)
- Večerní směna – z cyklu Uzbekistan v čase bavlny (1984)

Otakar Čemus (1928–2021)
- Seřizovači (1963)
- Vše v souladu s plánem roku 1965 (1964)
- Tesaři (1966)
- Asfaltéři (60. léta 20. století)
- Spartakiádníci (1983)

Jan Hána (1927–1994)
- Studie pro Kosmonauty (1972)
- Radostný den (1980)

Vlastimil Košvanec (1887–1961)
- Budiž světlo (50. léta 20. století)

Karel Pokorný (1891–1962)
- Bratrství

Jaromír Schoř (1912–1992)
- Společná cesta vesmírem (60. léta 20. století)
- Červená vlajka (70. – 80. léta 20. století)
- Dukla (70. – 80. léta 20. století)
- Protitankový granát (70. – 80. léta 20. století)
- Na paměť Lidicím (70. – 80. léta 20. století)
- Utrpení válek (70. – 80. léta 20. století)
- Neofašismus (70. – 80. léta 20. století)
- Partyzáni (70. – 80. léta 20. století)
- Vojáci v Bejrútu (70. – 80. léta)
- Na Dukle (1980)

Martin Sladký (1920–2015)
- Tři horníci, (konec 60.let 20. století)

Rudolf Svoboda (1924–1994)
- Děti (70. – 80.léta 20. století)

Model pro památník (70 – 80.léta 20. století)
Jindřich Wielgus (1910–1998)
- Návrat z pracovní směny (1944)
- Dary země (1957)

Adolf Zábranský (1909–1981)
- Boj stávkujících (1972–1981)
- Únor 1948 – přípravný komiks z cyklu: Revoluční tradice našich mužů IV (1972–1981)